# Grzymała (Dąbrówka Malborska)
Grzymała (daw. Birkenfeld) – przysiółek wsi Dąbrówka Malborska w Polsce w województwie pomorskim, w powiecie sztumskim, w gminie Stary Targ, przy drodze wojewódzkiej nr 515. Przysiółek wchodzi w skład sołectwa Dąbrówka Malborska.

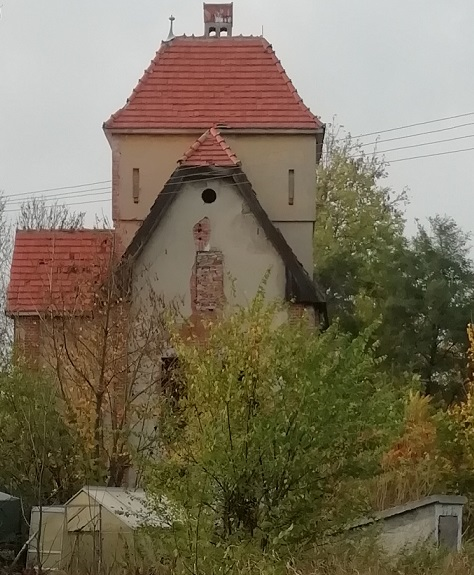
Wieża ciśnień w Grzymale

Miejscowość powstała jako osada folwarczna. Istnieją m.in. powstałe w II połowie XIX wieku dwór, park i aleja oraz powstała na początku XX wieku wieża ciśnień.
Wieś szlachecka położona była w I Rzeczypospolitej w województwie malborskim. W latach 1945–1975 miejscowość administracyjnie należała do województwa gdańskiego, a w latach 1975–1998 do województwa elbląskiego.

## Zabytki
Według rejestru zabytków NID na listę zabytków wpisany jest zespół dworski:
- dwór, nr rej.: A-905 z 8.08.1979
- park, nr rej.: A-905 z 24.02.1978